# Daimler-Benz DB 602
A Daimler-Benz DB 602 (eredetileg Daimler-Benz LOF.6) kis sorozatban gyártott léghajómotor volt. Ez a típus volt a katasztrófát szenvedett Hindenburg léghajó motorja. A típus ugyan csak kis sorozatban készült, de attól még kiváló műszaki tervezésnek tartották. Egyetlen példánya maradt fenn, amely a friedrichshafeni Zeppelin Múzeum gyűjteményében található.

## Jellemzők
V-hengerelrendezésű, 16 hengeres, folyadékhűtésű négyütemű, közvetlen üzemanyag-befecsekendezésű  négyütemű dízelmotor. A két hengersor által bezárt szög 50°. A hengerek furata 175 mm , lökethossza 230 mm volt, ami révén a 16 henger összesített lökettérfogata 88,51 liter lett. A típus folyamatosan 900 lóerőt tudott kifejteni, amit 1480/perc fordulatszámon adott le. A motor tömege 2000 kilogramm volt. Hengerenként kék-két szívó- és kipufogószeleppel rendelkezik, amelyeket a hengersor felett elhelyezkedő két bütykös tengely működtet. Kenési rendszere kényszerolajozású. A motort egy 0,5-ös áttételű bolygóműves reduktorral szerelték fel.

## Alkalmazás
A típusból négyet-négyet alkalmaztak az LZ 129 Hindenburg és az LZ 130 Graf Zeppelin léghajókon. Viszont előbb a Hindenburg katasztrófája, majd a második világháború kitörése végett vetett a léghajók korszakának.
Az előbbiek ellenére a fejlesztés nem maradt teljesen hasztalan. Ennek az volt az oka, hogy több német haditengerészeti dízelmotor típusnak a DB 602 volt az alapja. Ezeket a haditengerészeti dízelmotorokat pedig jelentős számban gyártották. Ilyen volt pl. a V20-as MB 501-es motor, amelyet gyorsnaszádokon alkalmaztak.

## Műszaki adatok
- Hengerek furata: 175 mm
- Lökethossza: 230 mm
- Lökettérfogat: 88,5 l
- Motor hossza: 1722 mm
- Szélessége: 738 mm
- Magassága: 1027 mm
- Száraz tömeg: 1976 kg
- Kompresszióviszony: 16:1
- Teljesítmény:
  - Maximális: 820 kW (1100 LE), tengerszintem, 1650/perc fordulatszámnál
  - Rövid időtartamú maximális teljesítmény: 735 kW (986 LE), tengerszinten, legfeljebb 5 percig, 1450/perc fordulatszámnál
  - Normál üzemi teljesítmény: 625 kW (838 LE), tengerszinten 1350/perc fordulatszámnál
- Fajlagos üzemanyag-fogyasztás: 0,238 kg/kWh
- Fajlagos olajfogyasztás: 0,011 kg/kWh
- Effektív középnyomás: 6,5 bar